# Dům Bursa
Dům Bursa, původního názvu Börse, později nazýván lázeňský dům Kladno, poté znám jako hotel Kučera, nyní hotel La Bohemia, stojí v centru lázeňské části Karlových Varů v městské památkové zóně na Staré louce č. 375/2. Postaven byl v letech 1894–1895 ve stylu italské novorenesance. 
Objekt byl prohlášen kulturní památkou, památkově chráněn je od 22. května 1991, rejstř. č. ÚSKP 19987/4-4555.

## Historie
Na místě dnešního objektu stával barokní dům Zum goldenen Lamme (U zlatého beránka). V letech 1894–1895 zde karlovarský knihkupec Josef Glaser nechal postavit nový dům a nazval jej Börse (Bursa). Projekt novostavby vypracoval karlovarský stavitel Karl Heller.
Původně byly v prvním patře použity otevřené lodžie benátského typu a dům byl zakončen vysokým stupňovitým edikulovým štítem. Teprve později, v roce 1910 a 1922, byly na průčelí doplněny průběžné balkony. Též byl podle návrhu Maxe Kellera upraven obchodní portál v přízemí.

## Ze současnosti
Roku 1991 byl dům prohlášen kulturní památkou.
V současnosti (květen 2021) je evidován jako stavba ubytovacího zařízení ve vlastnictví společnosti OPUBA, spol. s r. o.

## Popis
Dům ve stylu italské novorenesance se nachází v historické části města v ulici Stará louka 375/2. 
Jedná se o řadový čtyřpodlažní dům s obytným podkrovím ve velkém uličním vikýři. Průčelí je pětiosé. V přízemí v levé části je situován obloukový vchod se železnými kovanými dveřmi zdobenými rozvilinami, palmetami, mořskými vlnami či střapci. Po obou stranách jsou kanelované pilastry s korintskými hlavicemi. Zbývající šíři plochy přízemí zaujímá obloukové výkladní okno obchodu s vchodem.
Okna prvního patra jsou oblouková. Oddělena jsou pouze úzkými pásy zdiva s představenými sloupy, s klenákem, ve cviklech jsou zdobeny reliéfními rozvilinami. V šíři celého patra je balkon obdélného půdorysu se zděným zábradlím. Okna druhého patra jsou obdélná se zaoblenými rohy, oddělená taktéž pásy s pilastry. Balkon je nesený konzolami, rovněž v celé šíři patra, zábradlí má zdobení kovanými rozvilinami. Ve třetím patře mají okna záklenek sedlového tvaru, po stranách štíhlé sloupky, balkon je podobného typu na konzolách.
Korunní římsa je profilovaná, na konzolách. Štít v rizalitu je dvouetážový. Ve spodní části jsou tři okna s členěním pilastry. Horní část má ve střední ose obdélný nástavec s festonovým rámem, pod ním je ve štuku nápis ANNO MDCCCVC. Završeno je třemi trojúhelnými frontony.

## Zajímavost
V domě se dochovala štuková dekorace stropů. Při restaurování interiéru byl v zadním traktu odkryt unikátní štukový strop s jemným fládrováním, který se v Karlových Varech nachází ještě pouze v Císařských lázních.